# 李晋宇
李晋宇（1969年8月—），汉族，河北固安人。中华人民共和国政治人物。现任中共邯郸市委书记。

## 生平
曾任承德市委常委、常务副市长，河北省生态环境厅厅长。2023年11月出任中共邯郸市委书记。